# Douzat
Douzat és un municipi francès situat al departament del Charente i a la regió de la Nova Aquitània. L'any 2007 tenia 353 habitants.

## Demografia

### Població
El 2007 la població de fet de Douzat era de 353 persones. Hi havia 146 famílies de les quals 27 eren unipersonals (7 homes vivint sols i 20 dones vivint soles), 71 parelles sense fills, 41 parelles amb fills i 7 famílies monoparentals amb fills.
La població ha evolucionat segons el següent gràfic:
Habitants censats

### Habitatges
El 2007 hi havia 177 habitatges, 148 eren l'habitatge principal de la família, 6 eren segones residències i 23 estaven desocupats. 175 eren cases i 2 eren apartaments. Dels 148 habitatges principals, 125 estaven ocupats pels seus propietaris i 23 estaven llogats i ocupats pels llogaters; 3 tenien dues cambres, 19 en tenien tres, 54 en tenien quatre i 73 en tenien cinc o més. 103 habitatges disposaven pel capbaix d'una plaça de pàrquing. A 55 habitatges hi havia un automòbil i a 89 n'hi havia dos o més.

### Piràmide de població
La piràmide de població per edats i sexe el 2009 era:
| Homes | Edats   | Dones |
| ----- | ------- | ----- |
| 0     | 95 o +  | 0     |
| 0     | 90 a 94 | 0     |
| 0     | 85 a 89 | 0     |
| 4     | 80 a 84 | 0     |
| 16    | 75 a 79 | 16    |
| 8     | 70 a 74 | 8     |
| 0     | 65 a 69 | 8     |
| 8     | 60 a 64 | 4     |
| 4     | 55 a 59 | 12    |
| 20    | 50 a 54 | 0     |
| 16    | 45 a 49 | 32    |
| 16    | 40 a 44 | 24    |
| 12    | 35 a 39 | 12    |
| 12    | 30 a 34 | 4     |
| 12    | 25 a 29 | 0     |
| 16    | 20 a 24 | 0     |
| 20    | 15 a 19 | 20    |
| 12    | 10 a 14 | 12    |
| 12    | 5 a 9   | 12    |
| 8     | 0 a 4   | 4     |

## Economia
El 2007 la població en edat de treballar era de 238 persones, 181 eren actives i 57 eren inactives. De les 181 persones actives 164 estaven ocupades (82 homes i 82 dones) i 17 estaven aturades (4 homes i 13 dones). De les 57 persones inactives 26 estaven jubilades, 12 estaven estudiant i 19 estaven classificades com a «altres inactius».

### Ingressos
El 2009 a Douzat hi havia 174 unitats fiscals que integraven 426 persones, la mediana anual d'ingressos fiscals per persona era de 18.068 €.

### Activitats econòmiques
Dels 7 establiments que hi havia el 2007, 3 eren d'empreses de construcció, 2 d'empreses de comerç i reparació d'automòbils, 1 d'una empresa immobiliària i 1 d'una empresa de serveis.
Dels 3 establiments de servei als particulars que hi havia el 2009, 2 eren guixaires pintors i 1 fusteria.
L'únic establiment comercial que hi havia el 2009 era una botiga d'equipament de la llar.
L'any 2000 a Douzat hi havia 11 explotacions agrícoles que ocupaven un total de 480 hectàrees.

## Equipaments sanitaris i escolars
El 2009 hi havia una escola elemental integrada dins d'un grup escolar amb les comunes properes formant una escola dispersa.

## Poblacions més properes
El següent diagrama mostra les poblacions més properes.